# Klaus Dinger
Klaus Dinger (n. 24 martie 1946 – d. 21 martie 2008) a fost un muzician și textier german cel mai cunoscut pentru contribuțiile sale în importanta trupă de krautrock, Neu!. Mai puțin știut este faptul că Dinger a fost și percuționist în Kraftwerk dar și chitarist și principal textier al formației new wave, La Düsseldorf.

## Discografie
- Neondian (cu Rhenita Bella Dusseldorf - 1985)